# Jader Quiñones
Jader Andrés Quiñones Caicedo (Florida, Valle del Cauca; 12 de diciembre de 2000) es un futbolista colombiano que juega de centrocampista. Su equipo actual es el Deportes Tolima de la Categoría Primera A.

## Selección nacional
El 4 de diciembre de 2023 tuvo su primer llamado a la selección para disputar los amistosos contra la Selección de Venezuela y la Selección de México. Debutó el 16 de diciembre en la victoria 3 a 2 frente a la Selección de México, ingresando al minuto 61 por Daniel Ruiz y saliendo al minuto 81 por David Silva debido a una lesión.

## Estadística
- Actualizado de acuerdo al último partido jugado el 7 de junio del 2025

| Club                 | País     | Año      | Partidos | Goles | Asist |
| -------------------- | -------- | -------- | -------- | ----- | ----- |
| Boca Juniors de Cali | Colombia | 2018     | 21       | 1     | 0     |
| Deportes Quindío     | Colombia | 2019-21  | 61       | 0     | 0     |
| Águilas Doradas      | Colombia | 2022     | 19       | 0     | 0     |
| América de Cali      | Colombia | 2023-24  | 63       | 5     | 5     |
| Deportes Tolima      | Colombia | 2025-act | 9        | 0     | 1     |
| Total                | Total    | Total    | 173      | 6     | 6     |